# 小行星21082
小行星21082（21082 Araimasaru）是一颗绕太阳运转的小行星，为主小行星带小行星。该小行星于1991年10月13日发现。

## 轨道参数
小行星21082的轨道半长轴为2.5735287 UA，离心率为0.307。